# 이스라엘의 정부 체제

이스라엘의 정부 체제(Israeli system of government)는 의회민주주의에 기초를 두고 있다. 이스라엘의 총리는 정부수반이자 다당제의 지도자이다. 행정권은 정부(내각)가 행사한다. 입법권은 크네세트에 있다. 사법부는 행정부와 입법부로부터 독립되어 있다. 이스라엘 국가의 정치 체제와 그 주요 원칙은 11개 기본법에 명시되어 있다. 이스라엘에는 성문 헌법이 없다.

## 같이 보기
- 이스라엘의 정당
- 이스라엘의 정치